# Moorwiesen-Halmeulchen
Das Moorwiesen-Halmeulchen (Oligia fasciuncula), auch als Moorwiesen-Graseulchen oder  Gelbliches Graseulchen bezeichnet, ist ein Schmetterling (Nachtfalter) aus der Familie der Eulenfalter (Noctuidae).

## Merkmale

### Falter
Mit einer Flügelspannweite der Falter von 22 bis 26 Millimetern zählt die Art zu den kleineren Eulenfalterarten. Die Vorderflügel verfügen über eine zumeist rötliche Grundfärbung. Es kommen jedoch auch Exemplare mit gelblichen oder bräunlichen Tönungen vor. Die Makel heben sich vom Untergrund nur geringfügig etwas aufgehellt ab. Das Mittelfeld ist stets verdunkelt, die Wellenlinie undeutlich. Falter aus isolierten Gebieten des Nordschwarzwaldes sind an der besonders kontrastreichen, dunklen rotbraunen Färbung sowie den innen weiß angelegten, schwarzen Querlinien zu erkennen. Diese Tiere wurden zeitweise als Oligia fasciuncula marmorata bezeichnet. Der Status einer Unterart ist jedoch aus heutiger Sicht nicht gerechtfertigt. Die Hinterflügel sind zeichnungslos graubraun.

### Raupe, Puppe
Erwachsene Raupen sind weißlich bis rötlich gefärbt. Der Rückenbereich schimmert dunkler und zeigt eine gelbliche Rückenlinie. Sie besitzen außerdem helle Seitenstreifen, die dunkel eingefasst sind. Die glänzende, braune Puppe ist durch zwei lange, gekrümmte Dornen sowie einige Borsten am Kremaster gekennzeichnet.

### Ähnliche Arten
- Das Striegel-Halmeulchen (Oligia strigilis) unterscheidet sich durch dunklere Färbungen der Vorderflügel mit einem meist weißlichen Saumfeld.
- Beim Bunten Halmeulchen (Oligia versicolor) ist meist ebenfalls ein weißes Saumfeld auf den dunklen Vorderflügeln erkennbar.
- Die heller rötlichen Farbelemente fehlen beim Dunklen Halmeulchen (Oligia latruncula).

Um bei der Bestimmung Zweifel auszuschließen, sollte zusätzlich eine genitalmorphologische Untersuchung durchgeführt werden.

## Geographische Verbreitung und Vorkommen
Das Moorwiesen-Halmeulchen ist von Spanien bis Russland durch Europa verbreitet. Die Art hat sich seit dem 19. und 20. Jahrhundert kontinuierlich Richtung Osten und Norden ausgedehnt. Sie bewohnt bevorzugt feuchte Lebensräume. Diese beinhalten beispielsweise Wiesen, Auen, Moore sowie Bruchwaldgebiete.

## Lebensweise
Die dämmerungs- und nachtaktiven Falter fliegen in den Monaten Juni und Juli in einer Generation und besuchen künstliche Lichtquellen sowie Köder. Die Raupen können ab August und nach der Überwinterung im darauf folgenden Jahr bis Mai gefunden werden. Sie ernähren sich von Schmielenarten (Deschampsia) und anderen Süßgräsern (Poaceae). Die Verpuppung erfolgt in einem dünnen Gespinst an der Erde.

## Gefährdung
In Deutschland ist das Moorwiesen-Halmeulchen weit verbreitet, gebietsweise häufig und wird deshalb auf der Roten Liste gefährdeter Arten als nicht gefährdet geführt.